# Edward Pasewicz

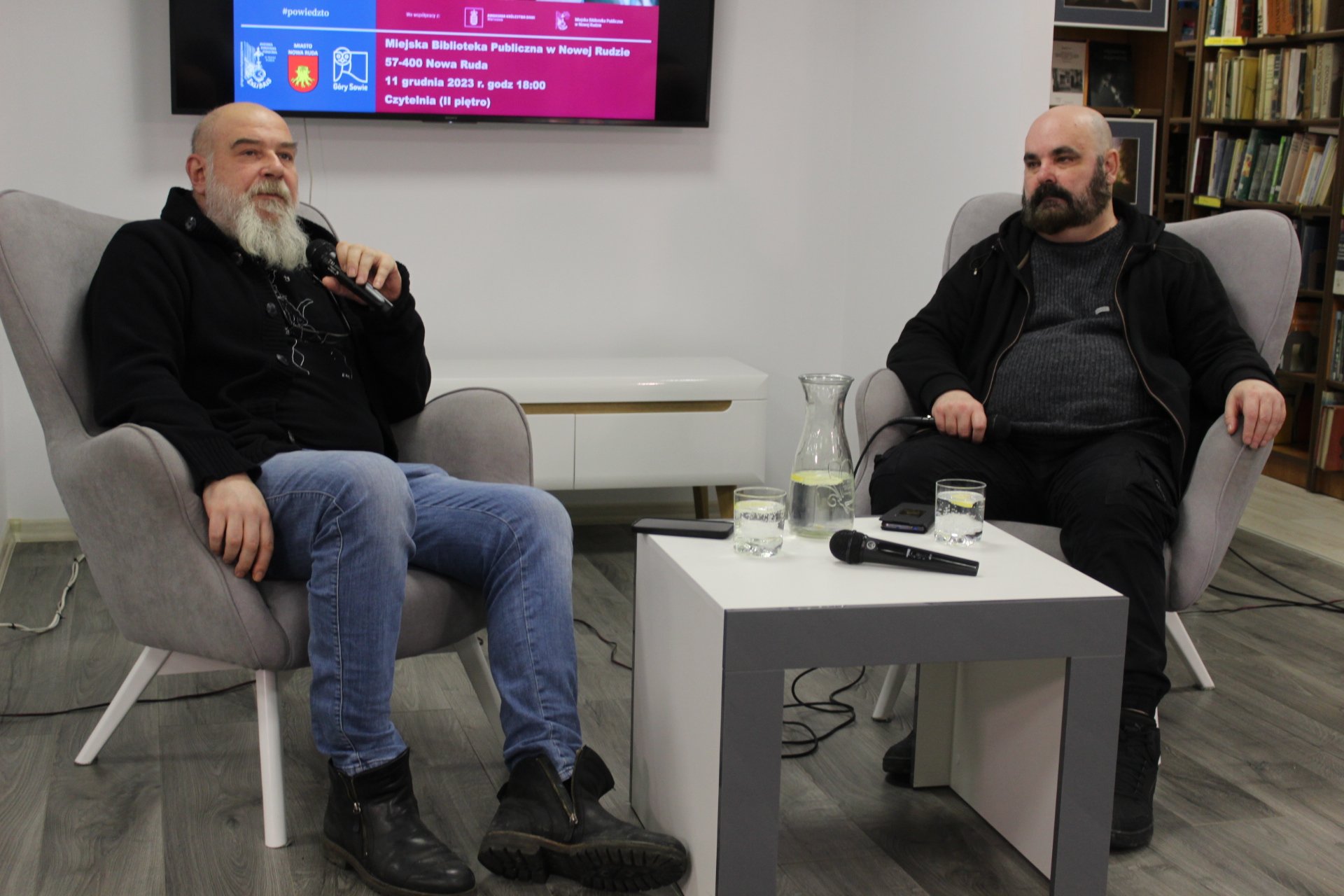
Irek Grin i Edward Pasewicz (2023)

Edward Pasewicz (ur. 9 czerwca 1971 w Kostrzynie nad Odrą) – polski poeta, pisarz, dramaturg i kompozytor.

## Życiorys
Laureat VII edycji Ogólnopolskiego Konkursu Poetyckiego im. Jacka Bierezina (2001). W 2004 został uhonorowany Medalem Młodej Sztuki, w 2010 Nagrodą Specjalną Ministra Kultury, w 2011 i 2015 stypendysta Ministerstwa Kultury i Dziedzictwa Narodowego.
Był wielokrotnie nominowany do głównych nagród literackich w kraju, w tym m.in. czterokrotnie do Nagrody Literackiej Gdynia: w 2007 za Henry Berryman. Pieśni, w 2009 za Drobne! Drobne!, w 2012 za Pałacyk Bertolta Brechta i w 2022 za powieść Pulverkopf. Ponadto, trzykrotnie był nominowany do Wrocławskiej Nagrody Poetyckiej „Silesius”: w 2009 za Drobne! Drobne!, w 2012 za Pałacyk Bertolda Brechta oraz w 2016 za Och, Mitochondria – za ten tom był również nominowany do Nagrody Poetyckiej im. Wisławy Szymborskiej 2016. W 2021 otrzymał nominację do Nagrody Literackiej „Nike” za tom Sztuka bycia niepotrzebnym, a w 2022 za powieść Pulverkopf. W 2022 otrzymał Literacką Nagrodę Europy Środkowej „Angelus”. W marcu 2025 został laureatem nagrody Krakowska Książka Miesiąca za powieść Czarne wesele.
Był członkiem redakcji wydawanego w latach 2010–2015 pisma mówionego „Gadający Pies”.
W latach 2014–2020 był prezesem Stowarzyszenia Queerowe Centrum Kultury (QCK).
Jego wiersze były tłumaczone m.in. na niemiecki, angielski, słoweński, serbski, bułgarski, czeski, hiszpański, kataloński, włoski, rosyjski, ukraiński i litewski.

## Życie prywatne
Jest buddystą, uczniem Ole Nydahla Mieszka w Krakowie, do lipca 2010 w Poznaniu.

## Twórczość

### Książki
- Dolna Wilda (Anima, Tygiel Kultury 2002[15]; Poznań, Wielkopolska Biblioteka Poetów 2006[16], Fundacja Nowoczesna Polska 2017[17])
- Nauki dla żebraków (arkusz dołączony do pisma „Topos” nr 4-5/2003)
- Wiersze dla Róży Filipowicz (Wrocław, Biuro Literackie 2004)[18]
- th (Kielce, kserokopia.art.pl 2005)[19]
- Henry Berryman. Pieśni[20] (Kielce, kserokopia.art.pl 2006)
- Śmierć w darkroomie (Kraków, EMG 2007)[21]; kryminał (seria Polska Kolekcja Kryminalna)
- Drobne! Drobne! (Poznań, WBPiCAK 2008)[22]
- Muzyka na instrumenty strunowe, perkusję i czelestę (Poznań, WBPICAK 2010, Wielkopolska Biblioteka Poezji tom 20)[23]
- Pałacyk Bertolta Brechta (Kraków, EMG 2011)[24]
- Och, Mitochondria (Kraków, EMG 2015)[25]
- Miejsce (Poznań, WBPiCAK 2016)[26]
- Sztuka bycia niepotrzebnym (Poznań, WBPiCAK 2020)[27]
- Pulverkopf  (Wielka Litera 2021)[28]
- Darkslide (Poznań, Wydawnictwo Wojewódzkiej Biblioteki Publicznej i Centrum Animacji Kultury w Poznaniu 2022)[29]
- Czarne wesele (2024)[30]

#### Kompozycje muzyczne
- „Naive Symphony” (1996),
- I kwartet smyczkowy (1998),
- „Fragmenty na fortepian” (2005),
- „II Kwartet smyczkowy” (2010),
- „Muzyka na wiolonczelę solo” (2012),
- „Trio Waltorniowe” (2013),
- „Trio Klarnetowe” (2013),
- „8 Preludiów na instrumenty dęte blaszane” (2013),
- „6 Duetów na skrzypce i wiolonczelę” (2014).

#### Dramaty
- Lamentacje Londyńskie (2010),
- Trzej Bracia (2011),
- Piękny Chłopiec (2013),
- Wszy Pana Lully (2013),
- Dzikie Szczury (2014),
- Gry Państwowe (2015)[31].